# 东方人面蟹
东方人面蟹（学名：Homola orientalis）为人面蟹科人面蟹属的动物。分布于日本、澳大利亚、菲律宾、印度尼西亚、安达曼海、亚丁湾、东非，包括南海等海域，生活环境为海水，一般栖息于泥以及沙质的浅海底。
其种加词“orientalis”意为“东方的”。